# Melitomella murihirta
Melitomella murihirta är en biart som först beskrevs av Cockerell 1912.  Melitomella murihirta ingår i släktet Melitomella och familjen långtungebin. Inga underarter finns listade i Catalogue of Life.